# Steinebrück (België)
Steinebrück is een gehucht in Lommersweiler, deelgemeente van de stad Sankt Vith in de Belgische provincie Luik. Het plaatsje telt ongeveer 10 inwoners.
Steinebrück ligt een kilometer ten oosten van het dorpscentrum van Lommersweiler en zes kilometer ten zuidoosten van het stadscentrum van Sankt Vith. Het gehucht ligt aan de noordelijke oever van de Our, die hier de grens met Duitsland vormt. Op de zuidelijke oever ligt een gelijknamig gehucht in de Duitse gemeente Winterspelt.

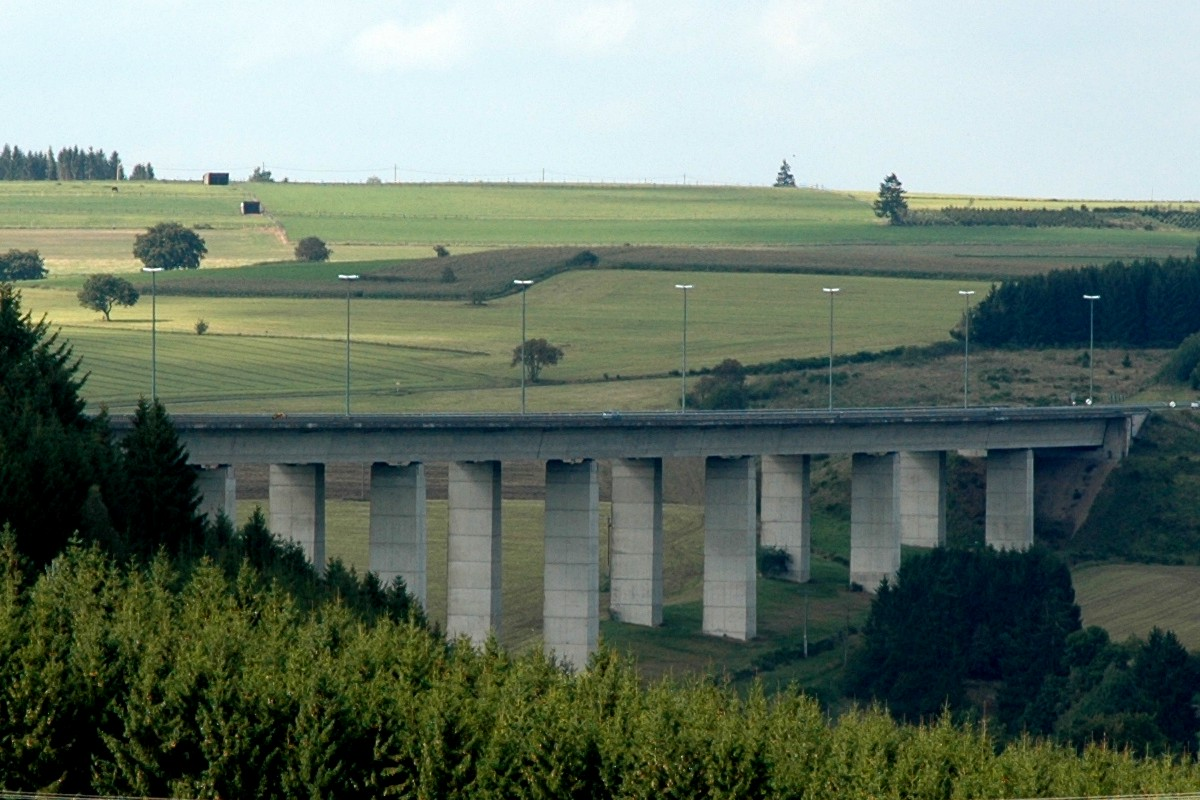
Ourtalbrücke

## Geschiedenis

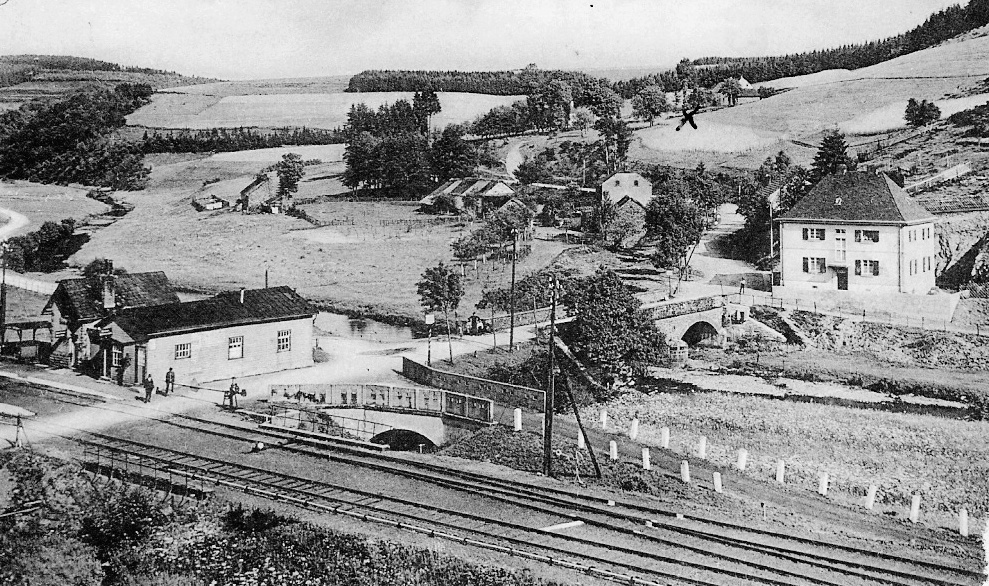
Zicht op de brug over de Our en het spoorstation, 1933

Op deze plaats was al sinds de tijd van de Romeinen sprake van verkeer over de Our.
De Ferrariskaart uit de jaren 1770 toont hier de naam Steinenbruck op de noordelijke oever van de Our, die hier de grens vormde tussen het Hertogdom Luxemburg en het Keurvorstendom Trier. De kaart toont twee gebouwtjes langs de weg die hier de Our overstak via een voorde (Gué).
Op het eind van het ancien régime, toen tijdens de Franse bezetting eind 18de eeuw de gemeenten werden gecreëerd, werd het gehucht ondergebracht in de gemeente Lommersweiler. Na de Franse bezetting ging het gebied naar Pruisen.
In 1855 werd een brug over de Our aangelegd. In 1888 volgde een spoorbrug voor de Westeifelbahn (Sankt-Vith-Gerolstein) waarlangs het station Steinebrück werd geopend.
Na de Eerste Wereldoorlog werd de plaats met de Oostkantons bij België aangehecht en Steinebrück werd een grensplaats. Het station werd een grensstation, maar na de Tweede Wereldoorlog reden er nog treinen van 1949 tot 1952, waarna het treinverkeer werd gestaakt. Het spoor werd opgebroken en aan Duitse zijde omgezet in een fietspad naar Prüm.
In de jaren 1980 werd het gebied ten westen van Steinebrück doorsneden door de nieuwe autosnelweg A27/E42. Voor deze autosnelweg kwam er in 1984 een nieuwe viaduct over het dal van de Our, de Ourtalbrücke. De grensovergang van de N646 werd sindsdien nog slechts door lokaal verkeer benut.

## Verkeer en vervoer
Steinebrück ligt aan de N646, van Saint-Vith naar de Duitse grens en verder richting Winterspelt.
Ten westen loopt de autosnelweg A27/E42, die hier via een viaduct de Ourvallei oversteekt.
Het voormalig spoorstation Steinebrücke langs spoorlijn 46 sloot in de jaren 1950.

## Oliepijpleidingen NAVO
De oliepijpleidingen van het NAVO-project Central Europe Pipeline System (CEPS) gaan bij Steinebrück de Belgisch-Duitse grens over. Het olietransport is voornamelijk voor militair gebruik.

## Nabijgelegen kernen
Lommersweiler, Urb, Winterspelt, Sankt Vith
Deelgemeenten: Crombach · Lommersweiler · Recht · Sankt Vith · Schönberg

Overige kernen: Alfersteg · Amelscheid · Andler · Atzerath · Breitfeld · Eiterbach · Emmels (Nieder-Emmels · Ober-Emmels) · Galhausen · Heuem · Hinderhausen · Hünningen · Mackenbach · Neidingen · Neubrück · Neundorf ·  Rödgen · Rodt · Schlierbach · Setz · Steinebrück · Wallerode · Weppeler · Wiesenbach

Belgische gemeenten · Duitstalige Gemeenschap · Arrondissement Verviers · Luik · Wallonië